# Tasto
Tasto är en stadsdel i storområdet S:t Marie-Patis i Åbo. Området är beläget norr om Åbo centrum. Haihu by, tidigare en del av S:t Marie kommun, är belägen i södra Tasto.